# Tetrabrachium elegans
Tetrabrachium elegans är en svampart som beskrevs av Nawawi & Kuthub. 1987. Tetrabrachium elegans ingår i släktet Tetrabrachium, divisionen sporsäcksvampar och riket svampar.   Inga underarter finns listade i Catalogue of Life.